# Persiska riket
Det persiska riket är historikernas namn på de akemenidiska, parthiska och sasanidiska dynastiernas välden. Det persiska riket sträckte sig på sina höjdpunkter från Indus i öster till Balkan och Libyen i väster, Kaukasien och Centralasien i norr till Abessinien i söder. Mellan cirka 550 och 330 f.Kr. var det persiska riket världens främsta politiska och militära stormakt.

## Historia

### Akemenidiska riket (550–330 f.Kr.)
Den äldsta kända källan som omnämner perserna är en assyrisk inskrift från cirka 844 f.Kr., som omnämner dem som Parsu (Parsuash, Parsumash) och bosatta i området kring sjön Urmia tillsammans med en annan folkgrupp, Mādāyu (meder). Under de följande 200 åren var perserna och mederna tidvis tributskyldiga till assyrierna. Området Parsuash annekterades av Sargon av Assyrien omkring 719 f.Kr. Så småningom kom mederna att härska över ett självständigt mediskt rike.
Akemeniderna var de första att skapa en centraliserad stat i Persien, grundad av Akaimenes (Hakhamanish), persernas hövding omkring 700 f.Kr.
Omkring 653 f.Kr. hamnade mederna under skyternas styre och Teispes, som var son till Akaimenes, verkar ha lett de nomadiska perserna att slå sig ner i södra Iran vid denna tid och så småningom grunda den första organiserade persiska staten i det viktiga området Anshan, när det elamitiska kungariket permanent krossades av den assyriske härskaren Ashurbanipal (640 f.Kr.). Kungariket Anshan och dess efterföljare fortsatte att använda elamitiska som officiellt språk ganska länge efter detta, även om de nya dynastierna talade det indoeuropeiska språket persiska.
Teispes ättlingar kan ha förgrenat sig i två dynastier, varav en härskade i Anshan, medan den andra styrde resten av Persien. Kyros II (den store) enade de båda rikena omkring 559 f.Kr. Vid denna tid var perserna fortfarande tributskyldiga till det mediska riket under Astyages. Kyros samlade perserna och 550 f.Kr. besegrade de Astyages styrkor, varpå denne fängslades av sina egna adelsmän och utlämnades till den triumferande Kyros, som nu var shah av det persiska riket. Då Persien övertog kontrollen över resten av Medien och dess stora rike ledde Kyros de enade perserna och mederna i ytterligare erövringar. Han intog Lydien i Mindre Asien och förde sina arméer österut till Centralasien. Slutligen kunde Kyros 539 f.Kr. i triumf marschera in i den gamla staden Babylon. Efter denna seger blev han urtypen för en mild erövrare, genom att utfärda Kyroscylindern, världens första deklaration om mänskliga rättigheter. Kyros dödades 530 f.Kr. under ett slag mot massageterna eller sakerna.

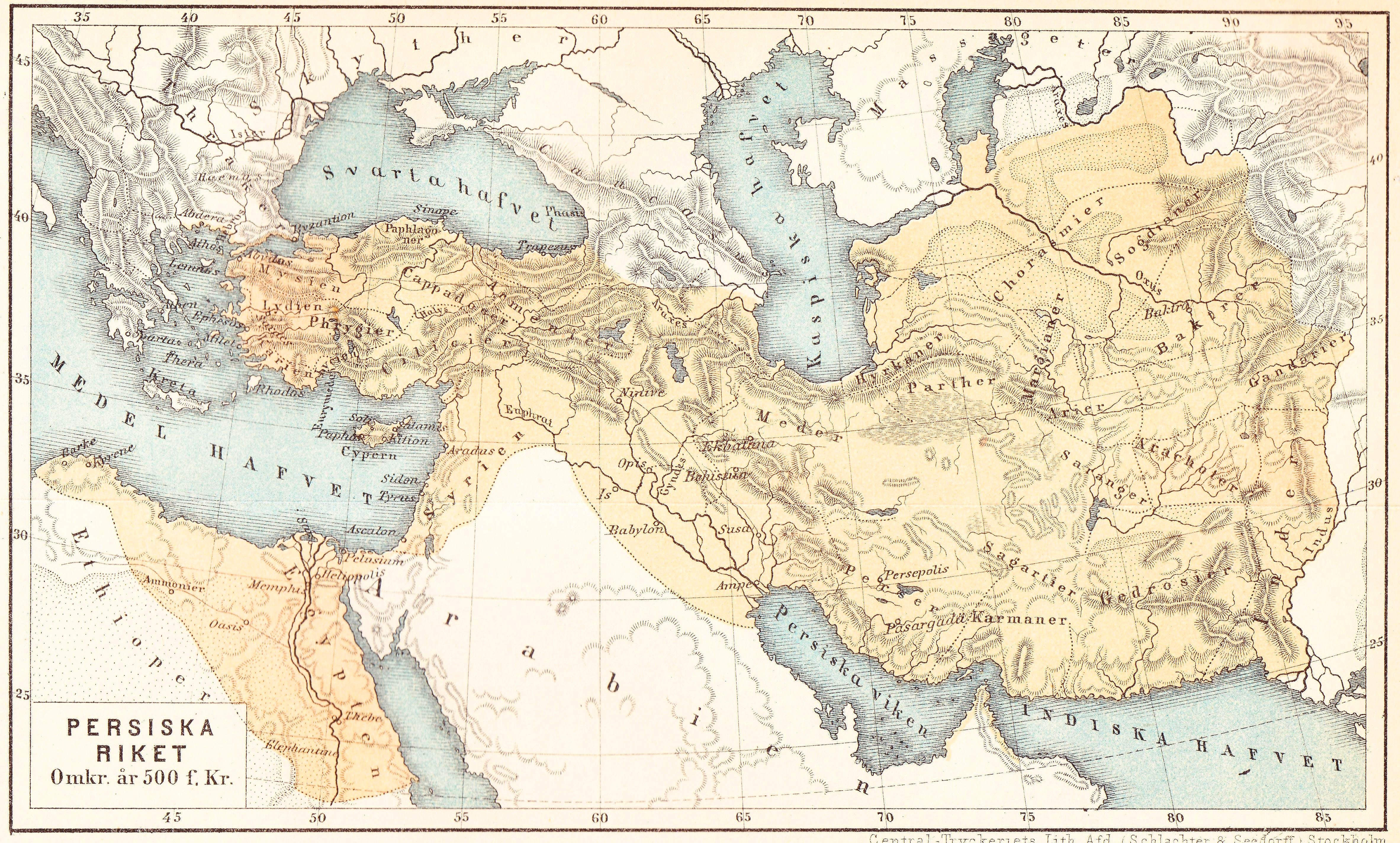
Akemenidernas rike vid sin största utbredning.

Kyros son Kambyses II annekterade Egypten till Akemeniderriket. Det nådde sedan sin största utbredning under Dareios I. Han ledde arméer till Indus floddal och till Thrakien i Europa. En straffexpedition mot Grekland stoppades genom slaget vid Marathon 490 f.Kr. Hans son Xerxes I försökte också kuva grekerna och besegrade dem i slaget vid Thermopyle 480 f.Kr., men blev själv besegrad i slaget vid Plataiai året därpå.
Akemenidernas rike var det största och mest framgångsrika världen dittills hade skådat. Viktigare var dock att det var välorganiserat och effektivt styrt. Dareios delade in sitt rike i 23 satrapdömen (provinser) övervakade av satraper, eller guvernörer, av vilka många hade personliga band till shahen. Han införde också systematisk beskattning för att få in skatt från varje provins. Dessutom övertog han assyriernas avancerade postdistributionssystem och utökade det. En annan sak som övertogs från assyrierna var användandet av hemliga agenter, kända som Kungens ögon och öron, vilka höll honom informerad.
Dareios förbättrade den berömda Kungsvägen och andra gamla handelsvägar, varigenom avlägsna delar av riket sammanbands. Det kan också ha varit han som flyttade landets administrativa centrum från Fars till Susa, nära Babylon och närmare rikets centrum. Perserna lät lokala kulturer fortleva enligt Kyros den stores modell. Detta var inte enbart bra för rikets undersåtar, utan tjänade i slutändan också akemeniderna, eftersom de kuvade folken då inte kände något behov av att göra uppror mot det persiska styret.

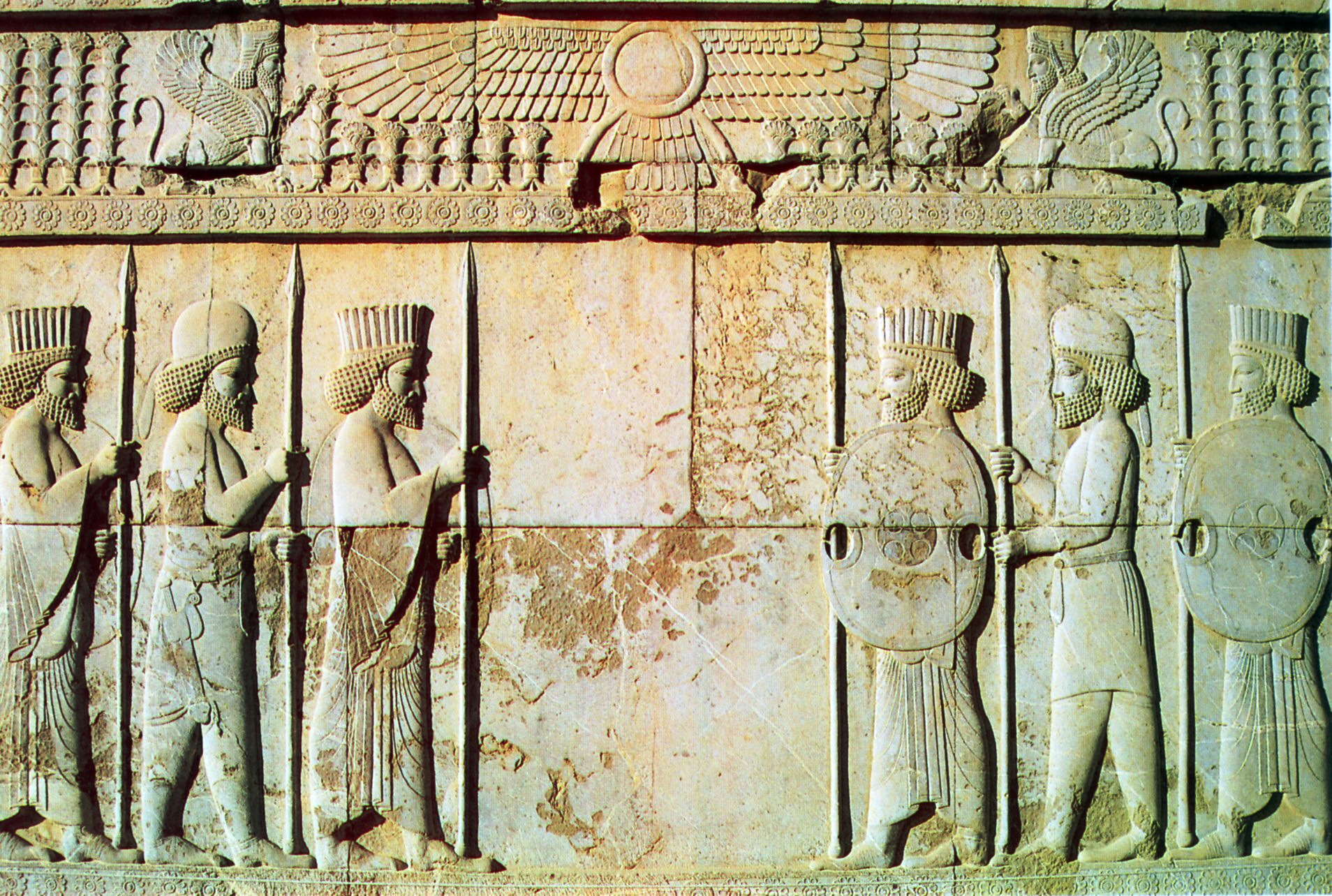
Persiska och mediska soldater med Farvahar i mitten.

Det kan har varit under den akemenidiska perioden som zoroastrianismen nådde sydvästra Iran, där den blev accepterad av härskarna och genom dem blev ett kännetecken för den persiska kulturen. Religionen inte bara formaliserade koncepten och gudomligheterna inom den traditionella (indo-)iranska panteon, utan introducerade också flera nya idéer, inklusive fri vilja, som anses vara Zarathustras största bidrag till den religiösa filosofin. Med de akemenidiska härskarnas godkännande och senare som de facto-statsreligion, nådde zoroastrianismen alla rikets hörn. I gengäld utsattes zoroastrianismen för de första synkretiska influenserna, särskilt från de semitiska länderna i väst, varifrån religionens gudomligheter fick astrala planetäriska aspekter och varifrån tempelkulten härstammade. Det var också under akemenidernas era som mager skulle komma att utöva sitt inflytande över religionen, då de introducerade många ritualer, som idag ses som typiska för zoroastrianismen, men också doktrinära modifieringar, som idag anses som en återgång till profetens ursprungliga lära.
Akemenidernas rike enade folk och kungariken från alla större civilisationer i sydvästra Asien och nordöstra Afrika. För första gången i historien fick folk från mycket olika kulturer kontakt med varandra under en och samma härskare.

### Det hellenistiska Persien (330–250 f.Kr.)
Akemeniderna lyckades aldrig genomföra erövringen av Grekland, men höll tillbaka hotet från grekerna, ofta genom att uppmuntra deras interna strider. Akemeniderrikets svaghet visade sig dock för grekerna 401 f.Kr., när en upprorisk tronpretendent, Kyros den yngre, lejde 14.000 grekiska legosoldater, för att kunna erövra den kejserliga tronen (se Anabasis av Xenofon och Arrianos). Detta visade på de akemenidiska styrkornas militära svårigheter, när de hade att göra med vältränade spjutkastare.
Filip II av Makedonien lyckades lägga det mesta av Grekland under sin kontroll och bestämde sig för att utnyttja akemenidernas svaghet, när perserna efter Artaxerxes III Ochus död 338 f.Kr. inte hade någon stark ledare. Vid Filips död 336 f.Kr. fortsatte hans son och efterträdare, Alexander (den store), anfallen mot riket. Han visade sig vara en av de mest effektiva generalerna i världshistorien. Akemenidernas monark Dareios III var en åldrad man, med rykte om sig att i sin ungdom ha varit mycket modig, men var nu ingen match för Alexander. Tidernas största imperium kollapsade på bara åtta år.
Alexander landsteg i Mindre Asien 334 f.Kr. Hans arméer gick snabbt genom Lydien, Fenicien och Egypten, innan de besegrade Dareios III vid Gaugamela (331 f.Kr.) och erövrade Susa. Det sista akemenidiska motståndet stod vid de "Persiska portarna" mellan Susa och det kungliga palatset vid Persepolis. Akemeniderriket låg nu i Alexanders händer.

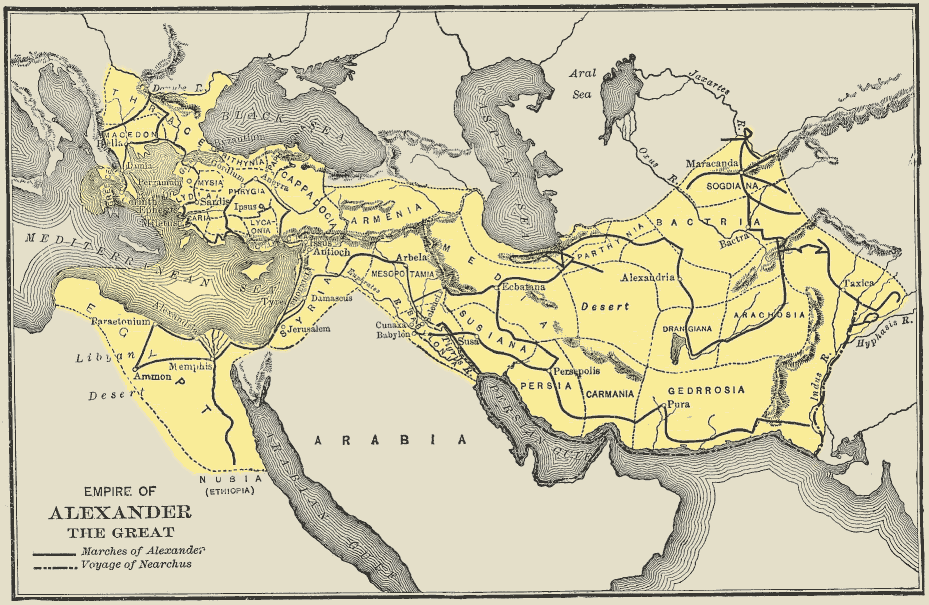
Karta över Alexanders imperium.

Under sin erövring grundade Alexander många kolonistäder, ofta med namnet "Alexandria". Under de kommande århundradena tjänade dessa städer till att kraftigt utöka den grekiska, eller hellenistiska, kulturen i Persien.
Alexanders imperium föll sönder strax efter hans död 323 f.Kr. och hans general Seleukos I Nikator försökte ta kontrollen över Persien, Mesopotamien och senare även Syrien och Mindre Asien. Hans härskarätt är känd som Seleukiderdynastin. Han blev dock dödad 281 f.Kr. av Ptolemaios Keraunos innan han kunde erövra Grekland och Makedonien.
Den grekiska kolonisationen fortsatte till omkring 250 f.Kr.; det grekiska språket, filosofin och konsten kom med kolonisatörerna. I hela Alexanders rike blev grekiska det vanligaste språket inom diplomati och litteratur. Handeln med Kina hade inletts under akemenidernas tid längs den så kallade sidenvägen, men under den hellenistiska tiden inleddes den på allvar. Handeln över land medförde några ordentliga kulturförändringar. Buddhismen kom från Indien, medan zoroastrianismen reste västerut för att influera judendomen. Statyer av Buddha i klassisk grekisk stil har återfunnits i Persien och Afghanistan, vilket visar på den kulturblandning, som inträffade vid denna tid (se grekisk buddhism), även om det är möjligt att grekisk-buddhistisk konst härrör från akemenidisk tid, då grekiska konstnärer verkade i Persien.
Även om nyligen upptäckt kilskrift (till exempel Babyloniska krönikan från den hellenistiska perioden) visar hur mycket kontinuitet det låg i den östliga civilisationen kan det inte förnekas, att Seleukiderriket inledde sin nergång efter ungefär ett århundrade. De östliga provinserna Baktrien och Partien lösgjorde sig 238 f.Kr. Kung Antiochos III den stores militära ledarskap återförde båda till riket men hans framgångar gjorde dock att han kom i konflikt med den Romerska republiken. Efter Antiochos VII:s bortgång kom dock riket att geografiskt inskränka sig till Syrien. Under maktkamper, tronstrider och inbördeskrig blev de sista seleukiderna alltmer maktlösa, och dynastin avsattes för gott av den romerske generalen Pompejus år 66 f.Kr.

### Parterriket (250 f.Kr.–226 e.Kr.)

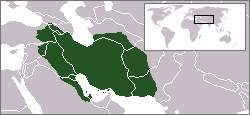
Partiska riket.

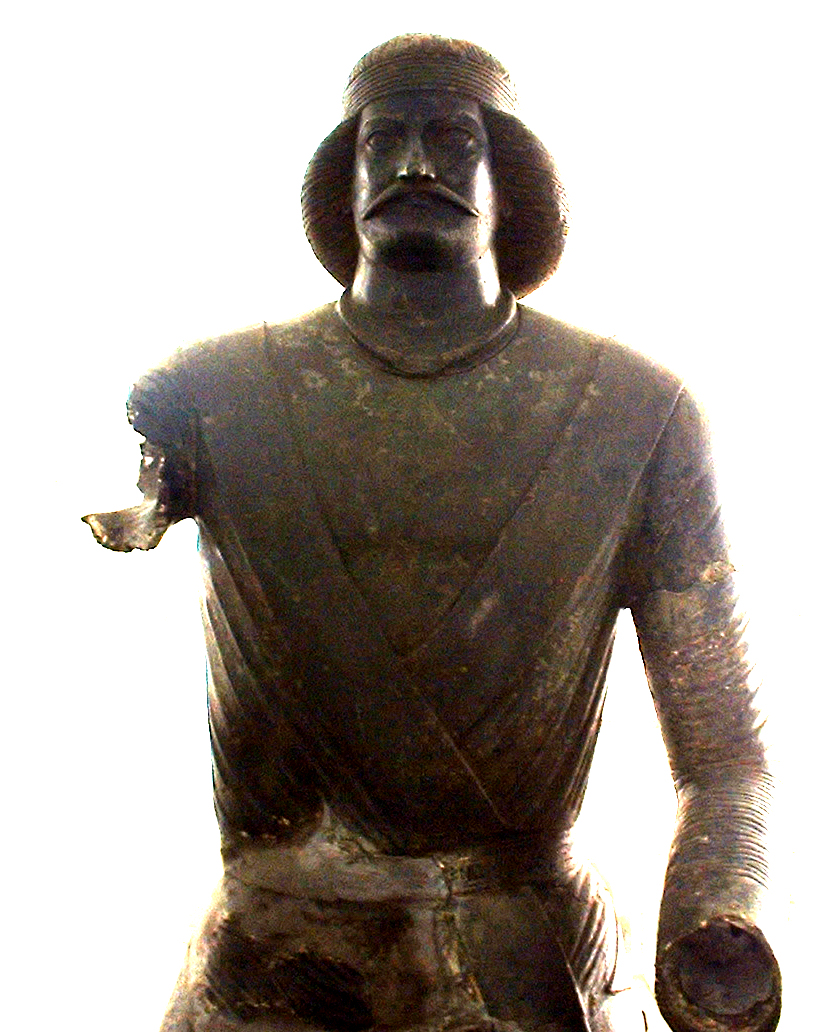
Metallstaty av en partisk prins (möjligen Surena), 100 e.Kr., bevarade på Irans nationalmuseum i Teheran.

Parterrikets härskare, arsakiderna, tillhörde en iransk stam, som hade slagit sig ner där under Alexanders dagar. De förklarade sig självständiga från seleukiderna 238 f.Kr., men deras försök att ena Iran misslyckades tills Mithridates I uppsteg på den partiska tronen omkring 170 f.Kr.
Den partiska konfederationen delade gräns med Romerska riket längs floden Eufrats övre lopp. Dessa båda makter blev rivaler, särskilt när det gällde kontrollen över Armenien. Kraftigt beväpnat partiskt kavalleri (katafrakter) understödda av beridna bågskyttar visade sig vara en svår nöt för de romerska legionerna att knäcka, vilket till exempel visade sig i slaget vid Carrhae, där den partiske generalen Surena besegrade Marcus Licinius Crassus från Rom. Krig var vanliga och Mesopotamien blev slagfältet. Rikets härskande familj gick nu under namnet Rahbar.
Under den partiska perioden fick de hellenistiska sederna delvis ge vika för återuppstånden iransk kultur. Landet saknade dock politisk enighet och vasallstrukturen, som arsakiderna hade övertagit från seleukiderna, gjorde att parterna ständigt befann sig i krig med någon utbrytande vasall på ett eller annat håll. Vid tiden för första århundradet f.Kr. var Partien decentraliserat, styrt av feodala adelsmän. Krig med Rom i väster och Kushanriket i nordöst gjorde slutet på landets resurser.
Partien, som nu var fattigt och utan hopp om att återta sina förlorade territorier, var demoraliserat. Kungarna fick ge upp mer och mer makt till adelsmännen och vasallkungarna vägrade tidvis att lyda. Partiens siste härskare Artabanos IV lyckades dock till en början åter få den krypande staten på fötter. Dock var arsakidernas öde beseglat 224 e.Kr., när den persiske vasallkkungen Ardashir gjorde uppror. Två år senare intog han Ktesifon och detta blev slutet för Partien. Det blev också inledningen på det tredje persiska riket, styrt av de sasanidiska kungarna. Sasaniderna kom från provinsen Persis och härstammade från det första persiska riket, Akemeniderriket.

### Sasaniderriket (226–651)

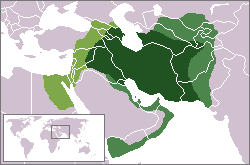
Sasaniderriket 610.

Sasaniderriket eller Sasaniddynastin (persiska: ساسانیان sɒsɒnijɒn) var den fjärde kejserliga iranska dynastin och det andra persiska riket (226–651). Sasaniddynastin grundades av Ardashir I efter att han hade besegrat den siste partiske kungen Artabanos IV (persiska: اردوان, Ardavan) och upphörde när den siste sasanidiske Shahanshahen (Kungarnas konung), Yazdegerd III (632–651), förlorade den 14-åriga kampen för att köra ut det tidiga kalifatet, det första islamska riket.
Ardashir I ledde ett uppror mot den partiska konfederationen för att försöka återuppliva det föregående rikets storhet och ära samt legitimera den helleniserade formen av zoroastrianismen, som praktiserades i sydvästra Iran. På två år blev han Shah av det nya persiska riket.
Den sasanidiska dynastin (eller sasaniska, uppkallad efter Ardashirs farfar) var den första dynastin som härstammade från Pars sedan akemeniderna; följaktligen såg de sig själva som arvtagare till Dareios och Kyros. De bedrev en aggressiv expansionspolitik och återtog stora delar av de östliga landområdena, som kusherna hade erövrat under Partiens tid. Sasaniderna fortsatte att kriga mot Rom och en persisk armé lyckades till och med tillfångata den romerske kejsaren Valerianus 260.
Sasaniderriket var, till skillnad från Partien, en starkt centraliserad stat. Folket organiserades i ett strikt kastsystem: präster, soldater, skrivare och vanligt folk. Zoroastrianismen blev slutligen officiell statsreligion och spred sig utanför det egentliga Persien till provinserna. Det förekom sporadisk förföljelse av andra religioner. Den östortodoxa kyrkan förföljdes särskilt, men detta berodde delvis på dess band till Bysantinska riket. Den nestorianska kristna kyrkan tolererades och till och med favoriserades tidvis av sasaniderna.
Krigen och den religiösa kontrollen, som hade gett upphov till sasanidernas inledande framgångar, bidrog så småningom till deras nedgång. De östra områdena erövrades av heftaliterna i slutet av 400-talet. Anhängare av den radikala religiösa sekten mazdakiterna gjorde uppror vid samma tid. Khosrau I lyckades återskapa sitt rike och expandera till de kristna länderna Antiochia och Jemen. Mellan 605 och 629 annekterade sasaniderna framgångsrikt Levanten och Egypten samt ryckte fram till Anatolien.
Emellertid krossade ett efterföljande krig med romarna riket. Under konfliktens gång nådde de sasanidiska arméerna Konstantinopel, men kunde inte besegra bysantinerna där. Under tiden hade den bysantinske kejsaren Herakleios framgångsrikt utmanövrerat de persiska arméerna i Mindre Asien och anfallit riket i ryggen, medan den iranska huvudarmén med sina utmärkta Eran Spahboder var långt från slagfälten. Detta ledde till ett för sasaniderna svidande nederlag i Mesopotamien. De tvingades ge upp allt sitt erövrade territorium och retirera. Detta nederlag omnämns i Koranen som en "seger för de troende", vilket syftar på bysantierna, som var abrahamiter, till skillnad från de hedniska sasaniderna.

### Persiska rikets fall
Det Arabiska kalifatets explosiva framväxt sammanföll med det kaos som uppstod, när sasaniderna besegrades i krig med Bysantinska riket. Det mesta av landet erövrades mellan 643 och 650.
Yazdgerd III, den siste sasanidiske kejsaren, dog tio år efter att han hade förlorat sitt rike till det nygrundade muslimska kalifatet. Han försökte återta en del av vad han hade förlorat med turkarnas hjälp, men de besegrades lätt av de muslimska arméerna. Han sökte då hjälp av den kinesiska Tangdynastin. Den kinesiska hjälpen var dock inte till någon nytta och de arabiska muslimerna besegrade till slut de kinesiska arméerna i slaget vid Talas, ett århundrade efter Yazdgerds nederlag. Umayyaderna skulle sedan komma att härska över Persien i hundra år och den arabiska erövringen förändrade dramatiskt livet i Persien. Arabiska blev det nya lingua franca, islam ersatte så småningom zoroastrismen och moskéer byggdes över de urgamla eldtemplen. En ny religion och kultur lades till den iranska kulturmiljön.
Efter islams intåg och sasaniderrikets kollaps hamnade perserna under arabiskt styre under nära två århundraden, innan inhemska persiska dynastier så småningom kunde köra ut dem. Under denna tid migrerade ett antal små och numerärt underlägsna arabiska stammar till Irans inland. Även några turkiska stammar slog sig ner i Persien mellan 800- och 1100-talet. Så småningom integrerades dessa folkstammar med de persiska och antog den persiska kulturen och språket, medan perserna behöll sin kultur, med minimal påverkan från yttervärlden. Det persiska språket (dari - som utgjorde en direkt fortsättning på det sasanidiska hovspråket) upplevde en renässans på 900-talet efter 200 års tystnad.
För Persiens vidare historia se Irans historia.
Den här artikeln är helt eller delvis baserad på material från engelskspråkiga Wikipedia.

## Språk

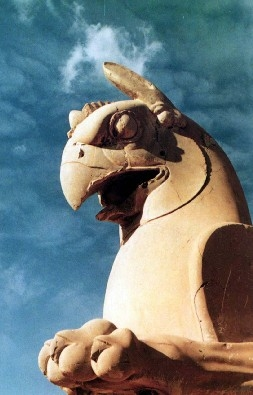
Staty av Homa i Persepolis.

Persiska (persiska: فارسی, Fārsī) är ett indoeuropeiskt språk hörande till undergruppen iranska språken.
Historiskt delas det persiska språket upp i tre utvecklingsstadier: fornpersiska, medelpersiska och nypersiska. Fornpersiskan är den persiska som talades under den akemenidiska tiden, medelpersiskan, även kallad pahlavi, är den persiska som talades och skrevs under arsakiderna och sasaniderna fram till den arabiska invasionen. Omkring 800 - 900 talet uppträder nypersiskan efter 200 litteraturlösa år.

## Religion
Mest känd bland antikens persiska religionsgrundare är Zarathustra, som haft så stort inflytande på persisk religion att det inte är helt lätt att skilja på vilka traditioner som härrör från honom själv och vilka som är oberoende av honom. Zarathustra, som levde någon gång mellan 1500 och 600 f.Kr. kan ha varit den förste monoteisten. Religionen, zoroastrism på grekiska, finns kvar i förändrad form än idag i främst Iran och bland parserna i Indien (Bombay). Den brukar även kallas för mazdaism efter namnet på Gud, Ahura Mazda (Herren, den Vise). Läran är strängt dualistisk – det pågår en ständig kamp mellan gott och ont, mellan ljus och mörker. Elden anses vara särskilt helig. Parsismen hävdade sig ända in på 900-talet mot islam i den persiska provinsen Fars.
Zoroastrism har haft ett mycket stort inflytande på flera världsreligioner. Paradiset och helvetet kommer därifrån och har tagits upp av judendomen, och därmed också av kristendomen och islam. Föreställningen att en "osynlig" del (själen) lämnar kroppen när denna dör för att antingen leva vid guds/gudarnas sida eller också bestraffas är delvis zoroastrism (och indisk), men fanns också hos egyptierna, och senare också hos grekerna – samtliga folk som judarna kom i kontakt med och vars läror förändrade judarnas syn på livet efter döden.
I det antika Iran dyrkades även guden Mithra, den personifiering av solen som i Indien kallades Mitra. Enligt ett återkommande offermotiv från mithraskulten slaktas en tjur – som anses vara Mithra själv som offrar sig – och ur tjurens kropp föds alla växter och djur. Kulten av denne Gud kan spåras tillbaka till andra årtusendet f.Kr. I Romarriket uppträdde, med början senast under det första århundradet f.Kr., en mysteriekult kretsande runt frälsaren Mithras, och i den romerska kulten är det Mithras som dödar tjuren. De gamla romarna hävdade att mithraskulten kom från Persien, något som många av dagens forskare är tveksamma till. Mithraskulten var under alla omständigheter en allvarlig konkurrent till den tidiga kristendomen.

## Militärmakt
Huvudartikel: Persiska krigen
Den persiska arméns ryggrad var dess kavalleri, som efter makedoniernas seger och persernas återkommande under sasaniderna, utvecklades vidare och kom att kallas asp sawaran. Detta tunga rytteri var ett slags föregångare till européernas riddare, arabernas faris och turkernas sipahi.
Utskrivningen av manskap skedde i alla rikets provinser och den persiska armén torde ha varit en av sin tids allra största. Den persiska arméns sammansättning berodde till stor del på vilket folk som värvades i rikets provinser men även grekiska legosoldater ingick vid olika tillfällen i den persiska hären. Arméns kärntrupper (bl.a. det kungliga livgardet på 10.000 man som kallades "de odödliga") och de högre befälen utgjordes uteslutande av perser och meder. Därmed kunde så skiftande styrkor som krigselefanter, kamelrytteri, hästdragna stridsvagnar, tungt kavalleri och infanteri ingå i den persiska hären.
Ursprungligen bestod den tidiga persiska armen av soldater som var stamkrigare, där alla förväntades delta men under Kyros den store expanderade Persien sitt territorium oerhört snabbt och de fruktade stamkrigarna blev en minoritet.
Dessa stamkrigare följde med kungen på fälttåg, de var "de odödliga" elitsoldater som hade ett fruktansvärt rykte om sig i mod och skicklighet i strid.
Resten av Persiens infanteri bestod till stor del av bågskyttar och av sköldbärare vilkas enda uppgift var att skydda bågskyttarna. Det persiska kavalleriet var oerhört varierat, det innehöll lätt skyddade hästbågskyttar som agerade självständigt under strid, till lansbärare som mötte fientligt kavalleri i första ledet följda av ryttare med svärd och sköldar.
De mindre framgångsrika vapenslagen i Persien var stridsvagnen, en vagn vars hjul hade långa spikar som högg igenom allt som fanns i dess väg på sidorna. Persien var inte ensamt om att ha stridsvagnar, många medelhavsländer hade stridsvagnar främst därför att terrängen var mycket öppen och tillät manövrer.
Det var oftast bågskyttar i stridsvagnarna, men hittiterna utvecklade 3-mans-stridsvagnen som mötte Ramses i slaget om Kadesh där var man hade en enda uppgift. En man körde vagnen, en man höll en stor sköld, och en man bar en lång lans och ett stort svärd tanken var att denna specialisering av besättningen skulle hjälpa stridsvagns besättningen att skydda sig bättre om stridsvagnen stoppades.
Fördelarna med stridsvagnen var att det var mycket lättare att träna djuren till detta än att träna en häst som skulle bära en ryttare i strid och de orkade också mer eftersom de delade på vikten. Stridsvagnen hade fler uppgifter än att strida. Ordergivning från befälhavaren till underofficerarna sköttes av budbärare på lättare och snabbare stridsvagnar än lievagnarna som de kallades.
Fördelarna med stridsvagnen var så uppenbara att kelterna som levde i Storbritannien införde stridsvagnarna som transportmedel för sina bästa infanterisoldater, så att de om de blev besegrade kunde komma undan det förföljande fientliga kavalleriet.
Stridselefanterna kom ursprungligen från Indien där en härskares styrka ansågs bero på hur många elefanter han hade. Elefanter skrämde livet ur både hästar och soldater på den sida som mötte dem men man blev tvungen att sätta dem i första ledet om man ville att de skulle kunna storma igenom motståndarens led, annars trampade de ner den egna sidan.
Problemet var att elefanter är av naturen fredliga djur, och de som blev stridselefanter levde inte länge var dyra elefanter äter flera ton varje dag och om elefantföraren dödades så tog elefanterna sin chans att fly tillbaka till friheten och då struntade de i om de trampade ner någon på vägen.
Efter de grekiska krigen där perserna grundligt blivit besegrade av grekiska hopliter, som utnyttjat terrängen till sin fördel, försökte perserna skapa en persisk hoplit. Det lyckades Persien men föredrog att istället anställa grekiska legoknektar.
Även om kardakerna som de kallades var relativt vältränade så var de ingen match för Alexander den stores armé som tränade året runt, hade längre spjut och hade många bågskyttar och slungkastare.

## Konst
Med persisk konst avses här konsten som skapades i det persiska riket. Den akemenidiska konstens syftade till stor del till att förhärliga den regerande dynastin. Utvidgningen av det akemenidiska imperiet möjliggjorde en utveckling av konsten i samma utsträckning. Den persiska konsten nådde sin höjdpunkt vid den tid då den persiska makten också var vid sin höjdpunkt. De persiska städerna och palatsen i Persepolis, Pasargad och Susa dekorerades av skickliga hantverkare från hela det väldiga riket: babyloniska, assyriska, grekiska och egyptiska hantverkare hjälpte alla till att skapa den persiska hovkonsten. Stilmässigt kom influenserna sålunda från flera olika håll, framför allt från hurritiskt, assyriskt och babylonskt håll.